# Ophisma cuprizona
Ophisma cuprizona är en fjärilsart som beskrevs av George Francis Hampson 1913. Ophisma cuprizona ingår i släktet Ophisma och familjen nattflyn. Inga underarter finns listade i Catalogue of Life.